# Повітряний міст (фільм)
«Повітряний міст» («საჰაერო ხიდი») — радянський художній фільм 1974 року, знятий режисером Давидом Ронделі на кіностудії «Грузія-фільм».

## Сюжет
Про будівництво Інгурської ГЕС та її людей. У центрі сюжету — історія двох молодих односельців, які вирішили поїхати на будівництво.

## У ролях
- Ія Нінідзе — Зеснахе (дублювала Ольга Гаспарова)
- Михайло Хвітія — Будзгуріа (дублював Станіслав Житарьов)
- Дато Жгенті — Ніко (дублював Євген Герасимов)
- Мераб Джафарідзе — Гегі (дублював Валентин Смирнитський)
- Леван Логуа — Арканіа
- Марина Лобишева-Ганчук — Олена
- Іван Макарчук — Іван Григорович
- Гіві Тохадзе — Іраклій
- Тамаз Гамкрелідзе — Шалва
- Алі Ісаєв-Аварський — Ахвердові
- Ія Хобуа — Вардіса
- Тамуна Багратіоні — Цакана
- Лаша Пурцхванідзе — Бутіа
- Нукрі Лурсманашвілі — роль другого плану

## Знімальна група
- Режисер — Давид Ронделі
- Сценарист — Нодар Цулейскірі
- Оператори — Шота Кіладзе, Отар Чумбурідзе
- Композитор — Сулхан Насідзе
- Художник — Давид Лурсманашвілі